# Markéta Sluková
Markéta Sluková (28 de junho de 1988) é uma jogadora de vôlei de praia checa.

## Carreira
Nos Jogos Olímpicos de Verão de 2016 ela representou  seu país ao lado de Barbora Hermannová, caindo na repescagem.
Formando dupla com  Kristýna Kolocová disputou os Jogos Olímpicos de Verão de 2012 finalizando na quinta posiçãoe obteve a medalhista de prata no Campeonato Mundial Universitário de Vôlei de Praia de 2010 sediado em Alanya e obteve a medalhista de prata no Campeonato Mundial Universitário de Vôlei de Praia de 2010 sediado em Alanya.
Na edição do FIVB World Tour Finals de 2018 realizado em Hamburgo conquistaram a medalha de prata ao lado de Barbora Hermannová e foram a dupla vice-campeã de todo Circuito Mundial de 2018.

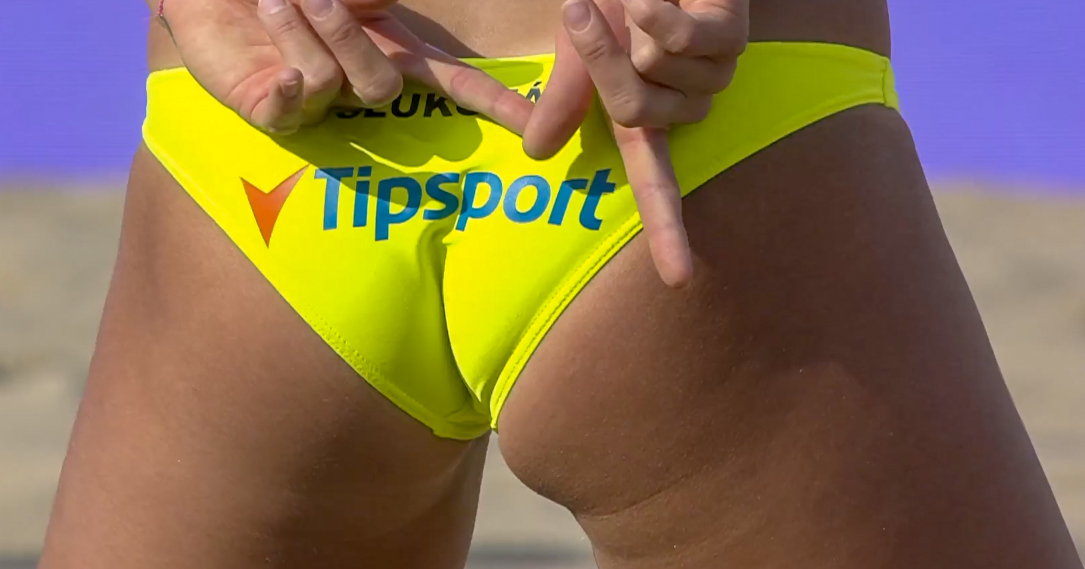
Códigos do Markéta Sluková